# Емина Яхович
Емина Яхович Сандал (на сръбски: Емина Јаховић Сандал) е сръбска певица от бошнячки произход. През 2010 година гостува в България и пее на Годишните награди на телевизия „Балканика“. Емина Яхович Сандал има значителен успех в над 20 страни. Тя се нарежда сред най-високо платените звезди в Турция. Емина Яхович е омъжена за популярния поп изпълнител Мустафа Сандал от Турция, а брат ѝ Мирсад Тюркчан е първият турски баскетболен играч в Национална баскетболна асоциация.
Яхович участва в сериала „Сезонът на лалето“, който се излъчва в Турция и няколко балкански държави. Нейната героиня е родена в заможна фамилия от Истанбул, но внезапна смърт ще изправи семейството ѝ пред фалит.
Още в началото на кариерата на Емина Яхович, медиите не пропускат да отбележат поразителната прилика между нея и звездата Пенелопе Крус. Този старт се оказва повече от успешен, защото днес тя е една от най-високо платените актриси, а освен това е певица, автор на текстове и модел. Поредицата „Сезони на любовта“ е поредният успех за нея, като към момента продукцията е продадена в 15 държави, сред които и Иран.
Емина Яхович Сандал има влияние от попа и изпълнители като Алиша Кийс и Здравко Чолич. Прочута е с изключително силния си глас, както и със скандалната си визия. Тя става известна след издаването на албума „Осми ден“ (2002). Нейният трети студиен албум „Vila“, който постига голям търговски успех и получава одобрението на критиците, излиза през 2008. Албумът достига първо място в класациите на шест страни.
На 2009 г. Емина Яхович изнесе концерт за своите почитатели от България в град София.

## Живот преди славата
Емина Яхович Сандал е родена в Нови пазар, СФР Югославия на 15 януари 1982 г. Тя е третото от общо три деца в семейството на Нусрет и Сения Яхович, която е с босненски корени.

## Дискография

### Студийни албуми
Osmi dan (Сити Рекърдс 2002)
1. Osmi dan
2. Mama
3. Kad si sa njom
4. Odbojka
5. U, la-la
6. Tačka
7. Soba 23
8. Brišeš tragove
9. U, la-la (Remix)
10. Sad nastavi

Radije ranije (Сити Рекърдс 2005)
1. Radije, ranije
2. Da l' ona zna
3. Crno i bjelo
4. Tvoja greška
5. Živeo...
6. Pola oštrog noža
7. Skini ruke s' mog vrata
8. Molim te...
9. Ona nije ja
10. Bez problema
11. Molim te (Remix)
12. Voljela te il' ne voljela
13. Uzalud se budim

Exhale (Мултимедия Рекърдс 2008)
1. Exhale
2. Exhale (Dance Remix)
3. Exhale (Elvir Gazić Remix)
4. Exhale (Levent Gündüz Be Funky Remix)
5. Push It
6. Push It (Remix)

Vila (ПГП РТС 2009)
1. Pile moje
2. Dan za danom
3. Ne zaboravi
4. Vila
5. Med
6. Aj
7. Nastavljamo dalje...
8. Zauvek
9. Još ti se nadam
10. Zver
11. Vila 2

### Сингли
- „Tačka“ (2002)
- Osmi dan (2002)
- U, la-la с участието на KC (2002)
- Uzalud se budim (2003)
- Radije, ranije (2004)
- „Tvoja greška“ (2005)
- Emina с участието на Княз (2005)
- Da l' ona zna (2006)
- Nije vise tvoja stvar (2006)
- Pola ostrog noza (2006)
- „Cool žena“ (2007)
- La gitana с участието на Flamingosi (2007)
- Exhale (2008)
- Push It с участието на Cory Gunz (2008)
- „Još ti se nadam“ с участието на Саша Ковачевич (10 декември 2008 г.)
- Pile moje (21 май 2009 г.)
- Ne zaboravi с участието на İzel (2009)
- Med с участието на Дино Мерлин (30 юли 2009 г.)
- Nemilo с участието на Miligram (2009)
- Ti kvariigro (2010)
- Gospodine с участието на Наташа Беквалач (8 март 2011 Международен ден на жената)
- Posle mene (2011)
- „Beograd priča“ с участието на Dženan Lončarević (14 февруари 2012 г. Свети Валентин)
- Broken с участието на Erdem Kınay (2012)
- „Çek Gönder“ с участието на Мустафа Сандал (2012)
- Da mogu (2012)
- Kimse Yok Mu? (2012)
- „Nedostaješ“ (2013)
- „Yakışmaz“ (2013)
- „Žena zmaj“ (2013)
- U senkama isti (2013)

### Компилации
- BH Eurosong (Muzička produkcija javnog servisa BH 2002)
- Super hitovi Vol.13 (City Records 2003)[18]
- Vanilla (City Records 2005)
- Gordost i predrasude (City Records 2006)
- Singles & Duets (2008)
- Miligram (Miligram Music 2009)
- Karizma (Seyhan Müzik 2009)[19]
- Ornament (City Records 2010)
- Platinum Collection 19 hitova (Mascom EC 2011)[20]
- Proje (Seyhan Müzik 2012)[21]
- Hitovi leta 2012 (City Records 2012)[22][23]
- Organik (Poll Production 2012)[24][25]
- Best of 2012/13 CD 1 (City Records 2013)[26][27]
- Super hitovi CD 2 (City Records 2013)

## Избрана филмография
- Сезонът на лалето (2010 – 2011)